# Cordilura picipes
Cordilura picipes är en tvåvingeart som först beskrevs av Johann Wilhelm Meigen 1826.  Cordilura picipes ingår i släktet Cordilura och familjen kolvflugor. Arten är reproducerande i Sverige. Inga underarter finns listade i Catalogue of Life.